# Louis Tribondeau
Louis Tribondeau (27 novembre 1872 – 19 settembre 1918) è stato un medico francese.
Insieme a Jean Bergonie formulò, nel 1906, la Legge di Bergonie e Tribondeau sulla radiosensibilità degli organismi viventi.